# Чеплаков, Гаврила Тихонович
Гаврила Тихонович Чеплаков (1913, Платово — неизвестно) — советский рабочий. Герой Социалистического Труда (1962).

## Биография
Гаврила Чеплаков родился в 1913 году в селе Платово Бийского уезда Томской губернии (сейчас Советского района Алтайского края).
В 1954—1965 годах работал в Кара-Балте на комбинате № 11 (позже Киргизский горнорудный комбинат) забойщиком, проходчиком, бригадиром проходчиков. В начале 1960-х годов комбинат, работавший на нужды атомной промышленности СССР, демонстрировал высокие результаты, будучи одним из лучших предприятий Министерства среднего машиностроения СССР.
7 марта 1962 года закрытым Указом Президиума Верховного Совета СССР за исключительные заслуги перед государством при выполнении специального задания Правительства получил звание Героя Социалистического Труда с вручением ордена Ленина и золотой медали «Серп и Молот».
В 1965 году вышел на пенсию.
Жил в городе Фрунзе (сейчас Бишкек в Кыргызстане).
Дата смерти неизвестна.
Награждён медалями.